# Boston Public Library

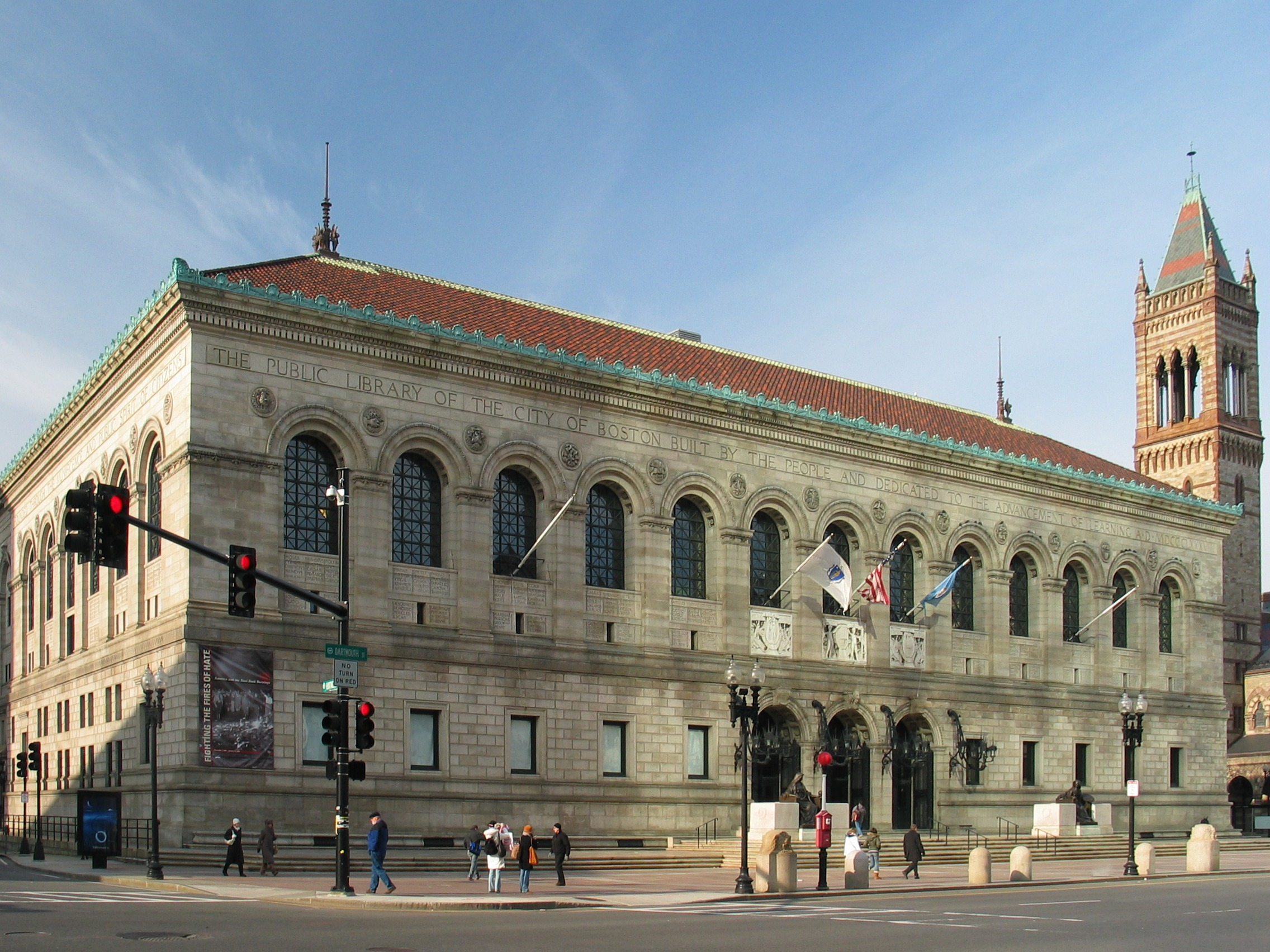
Una veduta della biblioteca.

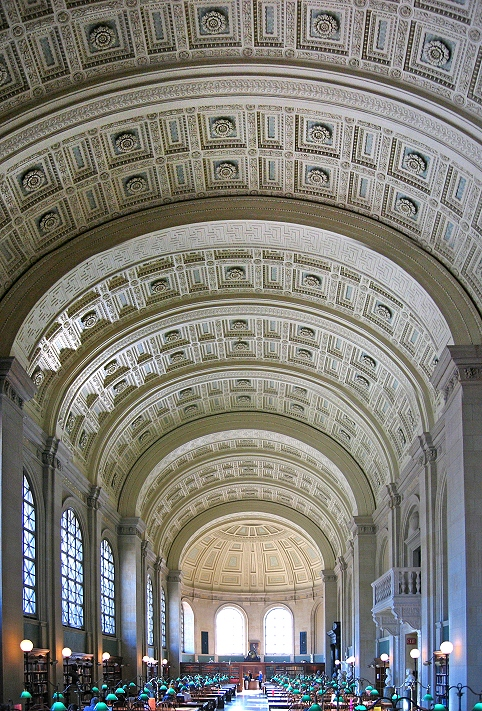
L'interno della biblioteca.

La Boston Public Library, fondata nel 1848 durante la presidenza di James Knox Polk è la biblioteca municipale pubblica di Boston, negli Stati Uniti. È stata la prima biblioteca aperta al grande pubblico negli Stati Uniti, e la prima biblioteca pubblica a permettere alle persone di prendere in prestito libri ed altro materiale. La Boston Public Library è anche chiamata biblioteca di ultimo ricorso del Massachusetts; tutti i residenti adulti dello Stato hanno il diritto di usufruire dei servizi della biblioteca che riceve finanziamenti statali. Secondo il suo sito web, la Boston Public Library contiene 8,9 milioni di libri ed approssimativamente 22 milioni di articoli in totale, rendendola la più grande biblioteca pubblica degli Stati Uniti.
La Boston Public Library è membro dell'Association of Research Libraries (ARL), un'organizzazione senza scopo di lucro che comprende le biblioteche specialistiche dell'America del Nord. La New York Public Library è l'unica altra biblioteca pubblica membro dell'ARL. La biblioteca ha i suoi punti di forza nell'arte e nella storia dell'arte (disponibili al terzo piano dell'edificio McKim), e nella storia americana, e mantiene un archivio di documenti governativi.
Incluse nelle collezioni specialistiche della Boston Public Library ci sono più di 1,7 milioni di libri rari e manoscritti. La biblioteca possiede documenti importantissimi, inclusi manoscritti medievali e incunabili, prime edizioni di opere di William Shakespeare, la collezione di letteratura spagnola di George Ticknor, una larga collezione di Daniel Defoe, registrazioni della Boston coloniale, la biblioteca personale di John Adams composta da 388 volumi, la biblioteca matematica e astronomica di Nathaniel Bowditch, importanti archivi di manoscritti sull'abolizionismo, inclusi i fogli di William Lloyd Garrison ed un'importante collezione di materiale sul caso Sacco e Vanzetti. Inoltre la biblioteca contiene una larga collezione di stampe, fotografie, cartoline e mappe. La biblioteca, per esempio, ospita una delle maggiori collezioni di acquerelli e disegni di Thomas Rowlandson. La biblioteca è inoltre particolarmente fornita per ciò che riguarda la musica, e possiede gli archivi della Handel and Haydn Society, gli spartiti provenienti dalla tenuta di Serge Koussevitzky, e le carte del compositore statunitense Walter Piston.
Per tutte queste ragioni, lo storico David McCullough ha descritto la Boston Public Library come una delle cinque più importanti biblioteche d'America, insieme alla biblioteca del Congresso, alla New York Public Library, ed alle biblioteche universitarie di Harvard e Yale.
Il 7 giugno 2013, all'interno della Boston Public Library, si è svolta la cena di gala, curata dalla chef Lucia Pavin, organizzata dalla municipalità di Boston in occasione del trentesimo anniversario del gemellaggio fra Padova e Boston e in occasione dell'anno della cultura italiana negli Stati Uniti.
La Boston Public Library organizza importanti mostre su libri antichi, come Charting an Empire: The Atlantic Neptune, che si è svolta dal 1 maggio al 3 novembre 2013.
Negli ultimi anni è stata evidenziata una inadeguatezza dei finanziamenti destinati alla biblioteca, soprattutto in confronto con la New York Public Library, con la conseguenza che molti documenti fragili si stanno rapidamente decomponendo, e come notato dal The Boston Globe, "stanno cadendo a pezzi". Per tale ragione la biblioteca sta valutando il taglio di alcune delle sue filiali e agenti.